# Last Sacrifice
Last Sacrifice (Brasil: Último Sacrifício ) é um livro adulto/juvenil de fantasia, escrito por Richelle Mead. É o sexto e último livro da série estadunidense Vampire Academy. O livro foi originalmente lançado pela editora Razorbill, em 07 de dezembro de 2010 e no Brasil em 11 de julho de 2013 pela Editora Agir.

## Sinopse
| Last Sacrifice                  | Algumas vezes, os maiores testes de força são situações que não parecem tão obviamente perigosas. Às vezes, sobreviver é a coisa mais difícil. | Last Sacrifice |
| — Rose Hathaway, Last Sacrifice | |                |

Rose Hathaway sempre jogou com suas próprias regras. Ela quebrou as regras quando fugiu da Academia St. Vladimir com sua melhor amiga e a última princesa Dragomir sobrevivente, Lissa. Ela quebrou as regras quando se apaixonou por seu maravilhoso e fora-dos-limites instrutor, Dimitri. E ela ousou desafiar a Rainha Tatiana, a líder do mundo Moroi, arriscando sua vida e reputação para proteger futuras gerações de guardiões dhampir. Agora a lei finalmente pegou Rose por um crime que ela sequer cometeu. Ela está presa pelo mais alto crime imaginável: o assassinato de um monarca. Ela precisará da ajuda de Dimitri e Adrian para encontrar a única pessoa viva que pode atrasar sua execução e forçar a elite Moroi a reconhecer uma chocante nova candidata ao trono real: Vasilisa Dragomir. Mas o relógio está correndo contra a vida de Rose. Ela sabe em seu coração que o mundo dos mortos a quer de volta… E desta vez ela realmente não tem uma segunda chance. A grande questão é: quando sua vida é dedicada a salvar os outros, quem vai te salvar?

## Spin-off
Em março de 2010, foi confirmado que Mead iria lançar um spin-off da série Vampire Academy. A nova série, intitulada "Bloodlines", tinha lançamento previsto para agosto de 2011. Bloodlines tem como personagem principal e narradora Sydney Sage e a história se desenvolve após os acontecimentos de Last Sacrifice. O primeiro livro foi também intitulado "Bloodlines" (Brasil: Laços de Sangue ).